# Chiesa della Madonna delle Grazie (Villa Lagarina)
La chiesa della Madonna delle Grazie è una chiesa cimiteriale cattolica situata a Castellano, frazione del comune di Villa Lagarina, in provincia e arcidiocesi di Trento.

## Storia

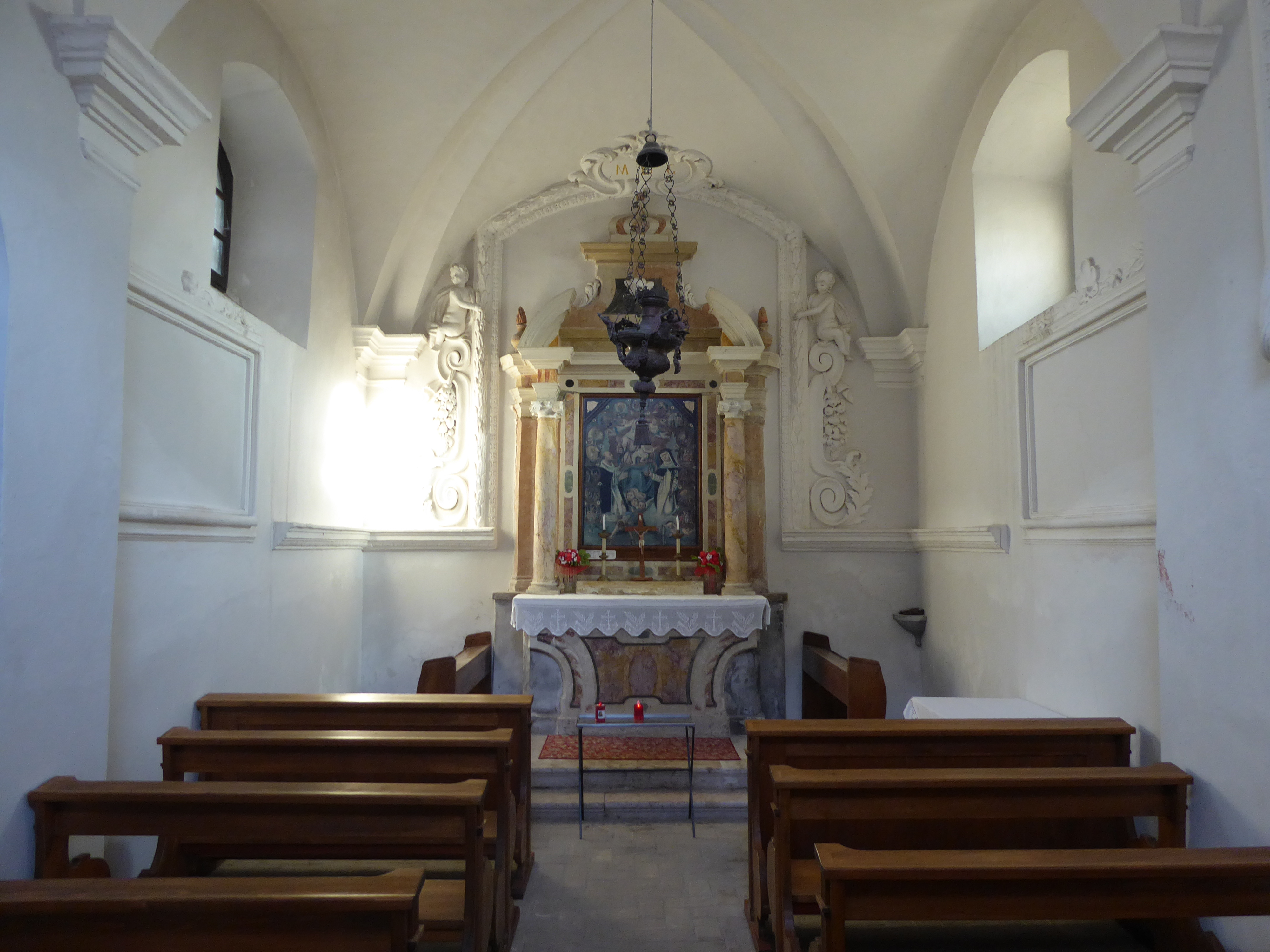
Interno

L'epoca di costruzione della chiesa può forse essere collocata tra l'inizio del Quattrocento e il 1481, data della prima citazione documentale; all'epoca era dedicata ai santi Lorenzo, Fabiano e Sebastiano ed era dipendente dalla pieve di Villa Lagarina. Data la lontananza da tale chiese, nel 1516 il principe vescovo di Trento Bernardo Clesio concesse alla comunità di Castellano di dotarsi di un sacerdote stabile, comune sempre sottomesso al pievano. Nel 1554 l'edificio venne forse sottoposto a restauro, e dieci anni più tardi, con decreto del 15 maggio 1564, il cardinal Cristoforo Madruzzo la elevò a curazia. Un altro restauro avvenne probabilmente nel 1670.
Nel 1771, la comunità di Castellano cominciò a discutere della costruzione di una nuova chiesa, più grande e vicina al paese; un'assemblea dei capifamiglia del giugno 1771 decise di demolire gran parte della chiesa più antica, conservando poco più della parte presbiteriale, e reimpiegando il materiale per l'erigenda chiesa di San Lorenzo; nel 1778 anche il cimitero venne spostato di fianco alla nuova chiesa, per poi tornare presso la vecchia in occasione dell'epidemia di colera del 1836. Nel 1862 l'edificio venne ulteriormente rimaneggiato, separando la navata dalla sagrestia e destinando quest'ultima a deposito mortuario.

## Descrizione

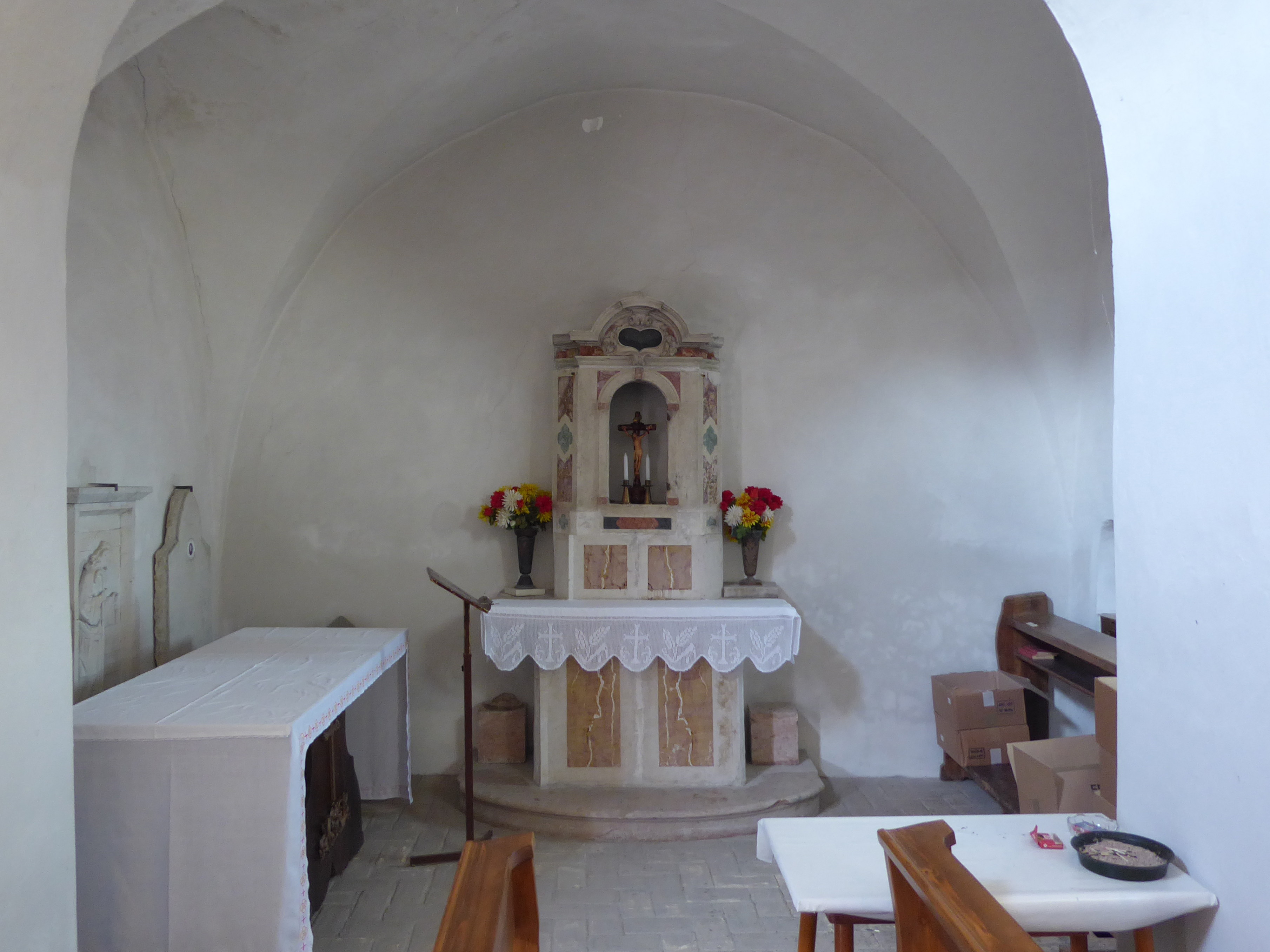
Cappella laterale

La chiesa, circondata dal cimitero, sorge all'estremità meridionale del pianoro su cui è adagiata Castellano, ed è separata dal paese dal castello di Castellano.

### Esterno
L'edificio si presenta con facciata a capanna leggermente asimmetrica, aperta al centro dal portale d'ingresso architravato e, sopra ad esso, da una finestra quadrilobata; gli unici elementi decorativi della facciata sono due colonnine in pietra emergenti a una certa distanza dal portale, una per lato, sormontate da capitelli fogliati.
Le fiancate sono percorse da uno zoccolo a intonaco rustico, e sono caratterizzate dall'emerge di due corpi laterali in posizione anteriore, perfettamente allineati alla facciata; quello sul fianco destro è dotato di un proprio portale d'accesso. Oltre a quella in facciata, la struttura ha altre cinque finestre: tre lunettate (due sulle pareti del presbiterio, e una sul lato posteriore del corpo laterale sinistro), una finestra a tutto sesto (sul lato posteriore del corpo laterale destro) e un'altra quadrilobata (sulla parete di fondo del presbiterio).

### Interno

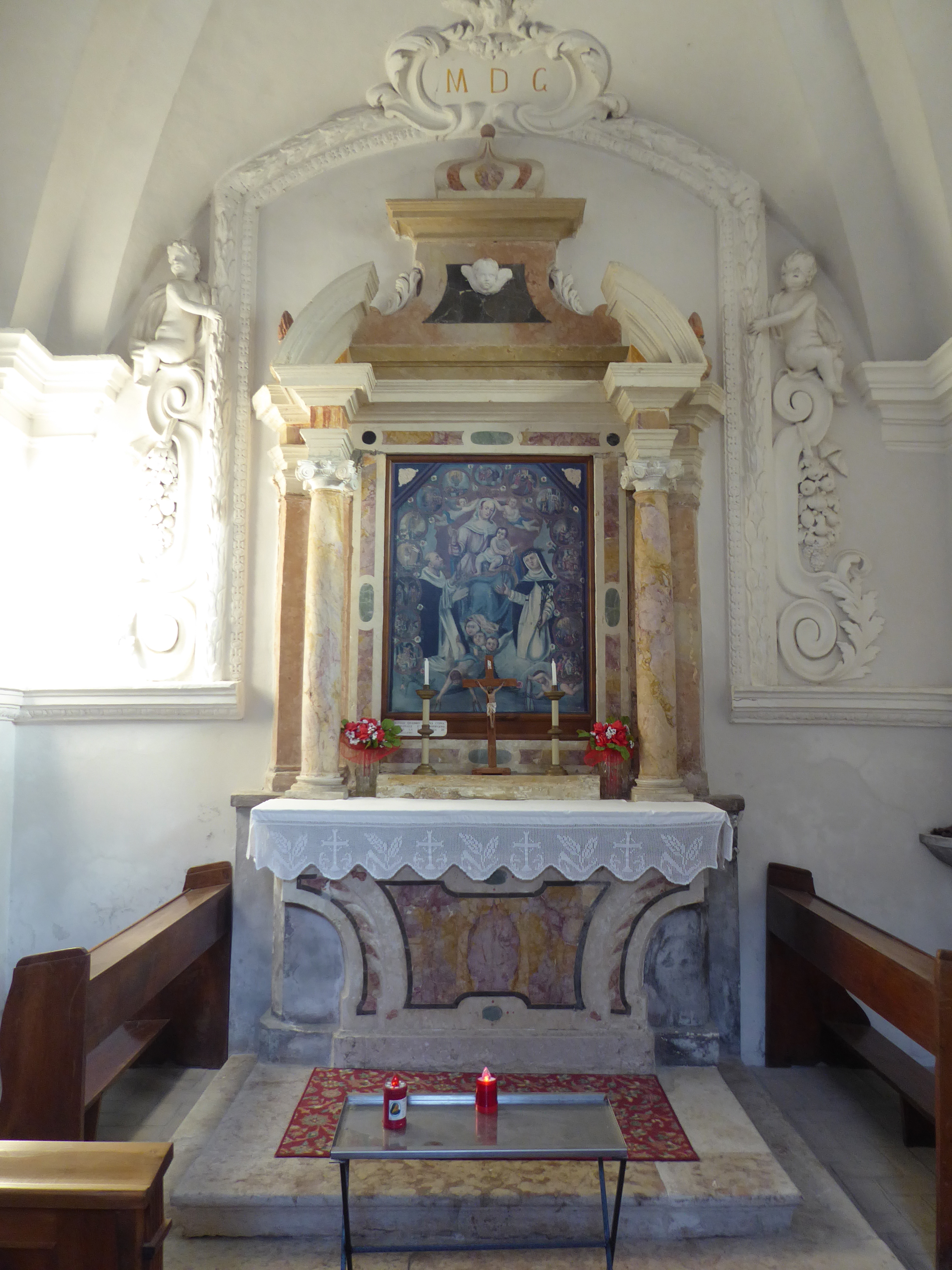
L'altare maggiore

L'interno, pavimentato con piastrelle in cotto disposte a spina di pesce, è composto da una breve navata unica, distinta dal presbiterio dai pilastri di sostegno delle volte a crociera che ricoprono entrambi gli spazi. La parete sinistro della navata si apre, con un'ampia arcata a tutto sesto, su una cappella laterale coperta da volta a botte unghiata. Sul lato opposto si trova l'ex sagrestia, adibita a camera mortuaria, accessibile solo da un altro ingresso esterno
L'interno è spoglio, e le uniche decorazioni sono specchiature e cornici in stucco, la più elaborata delle quali è quella che incornicia l'altare maggiore, con un motivo a ovoli e festoni e anche due putti in cima. La chiesa è dotata di due altari in marmi policromi: il maggiore conserva una tela con la Madonna delle Grazie attorniata da angeli e santi; l'altro, di dimensioni inferiori, si trova nella cappella laterale, e ospita nella stretta ancona solo un piccolo crocifisso.